# Hotel de Draak
Hotel de Draak is een hotel gelegen aan de Grote Markt in Bergen op Zoom. Het is het oudste hotel van Nederland en wordt gekenmerkt door een rijke geschiedenis en monumentale architectuur.

## Geschiedenis
Hotel de Draak bestaat sinds vóór de stadsbrand van 1397, waarbij een groot deel van de stad werd verwoest. Volgens overleveringen overleefden De Draak en het aangrenzende pand De Olifant de brand. Het pand werd voor het eerst vermeld in het Stadsregister toen Rombaet Gheraerts Schoenmakerssone het eigendom registreerde. Een latere registratie in een schepenprotocol uit 1440 bevestigt dat Wouter Bolle en zijn echtgenote het eigendom vastlegden.
In 1512 werd een wijntavernier genoemd als gebruiker van het pand, waarmee het zijn eerste commerciële functie kreeg. Tijdens de 18e eeuw werd het gebouw het gildehuis van het Bakkersgilde, een functie die het vervulde tot de opheffing van de gilden in 1798.
Frans Hazen werd in 1984 eigenaar van het hotel, nadat hij er eerder als bedrijfsleider had gewerkt. Hij financierde de aankoop met een lening van vier miljoen gulden. Direct na de overname begon Hazen aan een grootschalige verbouwing. Het interieur werd gemoderniseerd, waarbij het restaurant werd vernieuwd en andere delen van het hotel werden aangepast om beter te voldoen aan de eisen van die tijd. Onder Hazens leiding kreeg Hotel de Draak het predicaat hofleverancier en werden verschillende prijzen gewonnen.

### Branden
Tijdens een brand in het buurpand Indrapoera in 2005 ontstond aanzienlijke schade aan Hotel de Draak. Acht jaar later werd het hotel opnieuw getroffen door een grote brand. Beide keren zorgden uitgebreide restauraties ervoor dat het historische karakter van het pand behouden bleef.

## Architectuur
Het hotel heeft zijn middeleeuwse fundamenten grotendeels behouden. De kelders, die dateren uit de 14e eeuw, overleefden de stadsbrand van 1397. De met tongewelven overdekte kelders stammen nog uit het 14e-eeuwse pand. Een arduinen gevel werd rond 1627 toegevoegd door Jan Anthonij de Rouck. Deze gevel vertoont laat-gotische en vroeg-renaissancistische kenmerken en sluit qua stijl aan bij het nabijgelegen Stadhuis van Bergen op Zoom.
Een grootschalige renovatie, uitgevoerd door Adriana Elisabeth Giesbers-Trimbos in 1899, moderniseerde het gebouw terwijl historische kenmerken zoals de middeleeuwse kelders behouden bleven. Het naastgelegen pand St. Joris werd toegevoegd, waarmee de verbinding met de legende van St. Joris en de draak werd versterkt. Ook beschikt het hotel over zware houten balken in het interieur en een van de eerste liften van Nederland, die bijdragen aan de authentieke uitstraling.